# Josef Wohinz
Josef W. Wohinz (* 6. Juni 1943 in Knittelfeld) ist ein österreichischer Wirtschaftsingenieur für Maschinenbau und Hochschullehrer.

## Leben
Josef Wohinz wurde am 6. Juni 1943 als Spross einer Kärntner Familie in der obersteirischen Stadt Knittelfeld geboren. Hier besuchte er die Volksschule und danach das Realgymnasium. Nach seiner allgemeinen Schulausbildung und der Matura, die er mit Auszeichnung bestand, absolvierte er von 1961 bis 1967 ein Studium in der Studienrichtung Wirtschaftsingenieurwesen für Maschinenbau an der Technischen Hochschule Graz, das er als Diplom-Ingenieur abschloss. In den Jahren 1965 bis 1973 war er darüber hinaus Hilfskraft (1965–1967) und Wissenschaftlicher Mitarbeiter (1967–1973) bei Max Pietsch am Institut für Betriebswirtschaftslehre und Betriebssoziologie der TH Graz. In dieser Zeit promovierte er mit Auszeichnung mit der Dissertation Die technischen und ökonomischen Determinanten einer integrierten Ersatzteilproduktion zum Dr. techn. (1969). Drei Jahre später erfolgte im Jahr 1972 die Habilitation im Fach Betriebswirtschaftslehre unter Berücksichtigung der Energiewirtschaftslehre. Seine erste berufliche Tätigkeit außerhalb der Hochschule führte ihn 1973 als leitender Mitarbeiter zu der zum Philips-Konzern gehörenden österreichischen Philips Industrie GmbH, in der er in verschiedenen Betrieben des Unternehmens tätig war. Dabei wirkte er im Bauelementewerk Klagenfurt, am Bandgerätewerk Wien oder in verschiedenen International Working Groups mit. Bis Ende des Jahres 1978, zuletzt als Hauptabteilungsleiter, war er mitunter verantwortlich für den Bereich Technical Efficiency and Organisation. Parallel dazu war er bereits ab 1974 als Dozent an der Technischen Hochschule Graz tätig.
Mit 1. Jänner 1979 kehrte er wieder an seine Alma Mater zurück und erhielt dabei eine ordentliche Professur für Industriebetriebslehre und Innovationsforschung am Institut für Wirtschafts- und Betriebswissenschaften der Fakultät Maschinenbau, der er in den Jahren 1989 bis 1991 auch als Dekan vorstand. In den Jahren 1993 bis 1996 bekleidete er das Amt des Rektors der nunmehrigen TU Graz und implementierte in dieser Zeit das UOG 93. Sein Nachfolger Irolt Killmann war daraufhin der erste Rektor der TU nach Inkraftsetzung UOG 93. In die Amtszeit von Rektor Wohinz fallen etwa der Bezug des Neubaus für Architektur und Bauingenieurwesen am Campus „Alte Technik“ im Herbst 1993 und die Planung anderer Erweiterungen am Campus „Inffeldgasse“, die ab den späten 1990er Jahren umgesetzt wurden. Als Universitätsprofessor entwickelte Wohinz das Grazer Modell des industriellen Managements und war in Österreich einer der Ersten, der das Innovationsmanagement aktiv entwickelte. Unter seiner Leitung beschäftigte sich der Kongress des Österreichischen Verbandes der Wirtschaftsingenieure 1998 speziell mit dem Thema Innovationsmanagement, woraus etliche Publikationen folgten. Des Weiteren war er einer der ersten Akademiker in Österreich, der sich mit dem Werkzeug Wissensbilanz auseinandersetzte und sich dabei um die Entwicklung des Wissensmanagements verdient gemacht hat. Wohinz war einer der Hauptverantwortlichen dafür, dass mittlerweile alle österreichischen Universitäten per Gesetz verpflichtet sind, jährig eine umfangreiche Wissensbilanz vorzulegen. Im Zuge der Gründung einer Public-Private-Partnership zwischen dem TU Graz und Frank Stronach im Jahre 2003, aus der das Frank Stronach Institute (FSI) hervorging, initiierte Josef Wohinz das bis dahin erste und einzige englischsprachige Masterstudium an der TU Graz. In den Jahren 2005 bis 2011 trat er zudem als Kurator des englischsprachigen Institute of Production Science und Management an der TU in Erscheinung. Mit 30. September 2011 emeritierte Wohinz nach über 32 Jahren als ordentlicher Universitätsprofessor.
Im Laufe seines Lebens veröffentlichte Wohinz über 100 Publikationen, darunter einige Bücher aus seinem Fachgebiet, aber auch einige historische Werke. Viele Jahre war Wohinz auch im Österreichischen Verband der Wirtschaftsingenieure, kurz WING, tätig. Von 1980 bis 1998 bekleidete er das Amt eines Vizepräsidenten der Organisation und hatte zudem von 1988 bis 1997 die Schriftleitung des vom WING veröffentlichten Magazins WINGbusiness inne. Hinzu kommt, dass die Gründung des nunmehrigen WING in die Studienzeit des Professor Wohinz fällt und dieser eines der ersten Mitglieder der Organisation war. Er engagierte sich auch in der European Engineering and Management Association (EEMA), einer europäischen Plattform der Wirtschaftsingenieure, deren Präsident er in den Jahren 1996 bis 1998 war. Wohinz gilt als „Historiker der TU Graz“ und begleitete zahlreiche Ausstellungen, darunter auch die Nikola-Tesla-Ausstellung 2006, die er später in einem Buch zusammenfasste. Dieses ist ebenfalls 2006 auf Deutsch und Englisch erschienen; 2019 kam es zu einer Neuauflage – ebenfalls in Deutscher und Englischer Sprache. In seiner Amtszeit als Rektor widmete er dem Archiv seiner Alma Mater große Aufmerksamkeit und setzte sich für den Erhalt wichtiger historischer Dokumente ein. Aufgrund seiner Initiative und seiner guten Kontakte zum Universalmuseum Joanneum kehrten die Mörteltruhe und der Spaten der Grundsteinlegung der Alten Technik an die TU Graz zurück. Viele Jahre leitete er die Studienkommission Wirtschaftsingenieurwesen-Maschinenbau als Vorsitzender und gestaltete zudem als Studiendekan das Wirtschaftsingenieurstudium über viele Jahre aktiv mit. Nachdem er bereits davor maßgeblich an der Implementierung des UOG 1993 mitgewirkt hatte, hatte er auch maßgeblichen Anteil an der Umsetzung des Universitäts-Organisationsgesetzes 2002, insbesondere was die Bologna-Studien-Reform anbelangte.
Für seine Verdienste wurde der gebürtige Knittelfelder im Laufe seines Lebens vielfach geehrt. 1996 erhielt er das Goldene Ehrenzeichen am Band der TU Graz und bekam zwei Jahre später das Große Goldene Ehrenzeichen für Verdienste um die Republik Österreich verliehen. 2003 folgte das Große Goldene Ehrenzeichen für Verdienste um das Land Steiermark. Weitere zehn Jahre später folgte 2013 die Erzherzog-Johann-Medaille der TU Graz.

## Privates
Mit seiner Ehefrau, der Akademikerin Gerlinde (geborene Friehs), hat er die drei Töchter Doris, Margot und Birgit, die allesamt ihren akademischen Weg in den Bereichen BWL und Medizin gegangen sind. Neben seiner jahrzehntelangen Wahlheimat Graz verbringt Wohinz auch viel Zeit in Kärnten, wo die Familie einen Familienbesitz am Wörthersee hat und dort auch Objekte vermietet.
In seiner Freizeit ist Wohinz begeisterter Läufer und absolvierte bereits zahlreiche internationale Marathonläufe, so etwa den New-York-City-Marathon, den Lissabon-Marathon, den London-Marathon, den Vienna City Marathon oder den Graz-Marathon. Nebenbei betreibt er auch Bergwandern und ist Besitzer von Schloss Tausendlust in Hitzendorf bei Graz, das er vor dem Verfall bewahrt hatte.

## Schriften (Auswahl)
- 1983: Wertanalyse – Innovationsmanagement
- 1985: Laufplanung – Energiemanagement für Bewerber, Mitarbeiter und Unternehmungen
- 1989: Betriebliches Energiemanagement – Aktuelle Investitionen in die Zukunft
- 1996: Tradition und Innovation
- 1999: Die Technik in Graz (2. Auflage, 2002)
- 2003: Industrielles Management: Das Grazer Modell
- 2006: Nikola Tesla und die Technik in Graz (zusammen mit Uwe Schichler; auch auf Englisch erschienen; überarbeitete Neuauflage 2019; ebenfalls auch auf Englisch)
- 2009: Industrial Competence – Challenge for Industrial Management
- 2011: Industriebetriebslehre 2011

## Ehrungen (Auswahl)
- 1996: Goldene Ehrenzeichen am Band der TU Graz
- 1998: Großes Goldenes Ehrenzeichen für Verdienste um die Republik Österreich
- 2003: Großes Goldenes Ehrenzeichen für Verdienste um das Land Steiermark
- 2013: Erzherzog-Johann-Medaille der TU Graz